# Kết quả chi tiết giải bóng đá nữ vô địch quốc gia 2015
Kết quả chi tiết giải bóng đá nữ vô địch quốc gia 2015 (Tên gọi chính thức là Giải bóng đá nữ vô địch Quốc gia - Cúp Thái Sơn Bắc 2015) là kết quả chi tiết giải đấu bóng đá lần thứ 18 của giải Giải bóng đá nữ vô địch quốc gia 2015 do VFF tổ chức và Công ty TNHH Thương mại Thiết bị điện Thái Sơn Bắc tài trợ.

## Kết quả chi tiết
Giải diễn ra hai lượt đi và về, lượt đi diễn ra từ ngày 5 tháng 3 đến ngày 26 tháng 3 năm 2015 tại Sân vận động Thống Nhất còn lượt về diễn ra từ ngày 21 tháng 6 đến ngày 12 tháng 7 năm 2015 trên Sân vận động Hà Nam. Mùa giải này có 7 đội tham dự bao gồm: Hà Nội I, Hà Nội II, Thành phố Hồ Chí Minh, Tao Đàn, Phong Phú Hà Nam, Than Khoáng sản Việt Nam và Thái Nguyên.
Lượt đi

### Vòng 1
| Tao Đàn | 0–1      | TNG Thái Nguyên             |
| ------- | -------- | --------------------------- |
|         | Chi tiết | Đoàn Thị Thanh Tâm (13) 39' |

| TP Hồ Chí Minh        | 1–0      | Than KSVN |
| --------------------- | -------- | --------- |
| Lê Hoài Lương (5) 17' | Chi tiết |           |

| Hà Nội I                                                 | 4–0      | Hà Nội II |
| -------------------------------------------------------- | -------- | --------- |
| Phạm Hải Yến (12) 9', 17', 36' · Nguyễn Thị Muôn (7) 58' | Chi tiết |           |

### Vòng 2
| Tao Đàn                    | 1–7      | TP. Hồ Chí Minh |
| -------------------------- | -------- | --- |
| Trần Thị Thu Thảo (16) 77' | Chi tiết | Nguyễn Thị Mỹ Anh (25) 17' · Võ Thị Thùy Trinh (67) 18', 46' · Phan Thị Trang (10) 27' · Nguyễn Thị Bích Thùy (27) 57' · Nguyễn Thị Quỳnh Như (45) 66' (p.l.n) · Lê Hoài Lương (5) 82' |

| PP Hà Nam | 0–1      | Than KSVN               |
| --------- | -------- | ----------------------- |
|           | Chi tiết | Nguyễn Thị Hạnh (13) 8' |

| TNG Thái Nguyên | 0–3      | Hà Nội I                                                             |
| --------------- | -------- | -------------------------------------------------------------------- |
|                 | Chi tiết | Nguyễn Thị Muôn (7) 34' · Đỗ Thị Yến (6) 72' · Phạm Hải Yến (12) 84' |

### Vòng 3
| Than KSVN                                                  | 3–2      | Tao Đàn                                                    |
| ---------------------------------------------------------- | -------- | ---------------------------------------------------------- |
| Phạm Hoàng Quỳnh (8) 13' · Lê Thị Hoài Thu (19) 73', 90+1' | Chi tiết | Trần Thị Thu Thảo (16) 27' · Nguyễn Thị Ngọc Hiếu (38) 38' |

| TP Hồ Chí Minh                                                              | 3–0      | Hà Nội II |
| --------------------------------------------------------------------------- | -------- | --------- |
| Huỳnh Như (9) 1' · Trần Thị Kim Hồng (7) 27' · Võ Thị Thùy Trinh (67) 90+1' | Chi tiết |           |

| TNG Thái Nguyên | 0–0      | PP Hà Nam |
| --------------- | -------- | --------- |
|                 | Chi tiết |           |

### Vòng 4
| Than KSVN                     | 2–5      | Hà Nội I                                                                 |
| ----------------------------- | -------- | ------------------------------------------------------------------------ |
| Phạm Hoàng Quỳnh (8) 76', 85' | Chi tiết | Nguyễn Thị Muôn (7) 11', 15', 34', 55' · Nguyễn Thị Minh Nguyệt (25) 65' |

| PP Hà Nam                                                                       | 3–0      | Tao Đàn |
| ------------------------------------------------------------------------------- | -------- | ------- |
| Phạm Thị Tươi (22) 59' · Nguyễn Thị Tuyết Dung (7) 75' · Đỗ Thị Nguyên (20) 87' | Chi tiết |         |

| Hà Nội II                                            | 2–1      | TNG Thái Nguyên                                  |
| ---------------------------------------------------- | -------- | ------------------------------------------------ |
| Nguyễn Kim Anh (21) 36' · Nguyễn Thanh Huyền (3) 41' | Chi tiết | Nguyễn Thị Quỳnh (6) 30' · Chu Thị Hằng (16) 62' |

### Vòng 5
| Hà Nội I | 0–0      | TP Hồ Chí Minh |
| -------- | -------- | -------------- |
|          | Chi tiết |                |

| Hà Nội II | 0–7      | PP Hà Nam |
| --------- | -------- | --- |
|           | Chi tiết | Nguyễn Thị Tuyết Dung (7) 11', 49' · Nguyễn Thị Nguyệt (9) 13' · Phạm Thị Tươi (22) 41' · Nguyễn Thị Liễu (18) 43' · Vũ Thị Thúy (16) 57' · Nguyễn Thị Vân Anh (12) 69' (p.l.n) |

| TNG Thái Nguyên | 0–1      | Than KSVN              |
| --------------- | -------- | ---------------------- |
|                 | Chi tiết | Phạm Thị Hằng (12) 47' |

### Vòng 6
| Hà Nội I                                                                             | 5–0      | PP Hà Nam |
| ------------------------------------------------------------------------------------ | -------- | --------- |
| Nguyễn Thị Xuyến (26) 60', 62' · Đỗ Thị Yến (6) 71' · Nguyễn Hải Yến (12) 76', 90+1' | Chi tiết |           |

| Hà Nội II                                                                         | 3–1      | Tao Đàn                      |
| --------------------------------------------------------------------------------- | -------- | ---------------------------- |
| Biện Thị Hằng (13) 22' · Nguyễn Thị Thảo Anh (15) 70' · Hoàng Thị Mười (17) 90+1' | Chi tiết | Nguyễn Thị Ngọc Giàu (4) 39' |

| TP Hồ Chí Minh                                | 2–0      | TNG Thái Nguyên |
| --------------------------------------------- | -------- | --------------- |
| Huỳnh Như (9) 27' · Trần Thị Kim Hồng (7) 42' | Chi tiết |                 |

### Vòng 7
| Than KSVN                                                           | 3–0      | Hà Nội II |
| ------------------------------------------------------------------- | -------- | --------- |
| Phạm Thị Hằng (12) 16' Trần Thị Thu (7) 32' Nguyễn Thị Vạn (21) 83' | Chi tiết |           |

| Tao Đàn | 0–4      | Hà Nội I                                                 |
| ------- | -------- | -------------------------------------------------------- |
|         | Chi tiết | Đỗ Thị Yến (6) 26', 90+2' · Nguyễn Thị Muôn (7) 39', 87' |

| PP Hà Nam                       | 0–0      | TP Hồ Chí Minh |
| ------------------------------- | -------- | -------------- |
| Nguyễn Thị Tuyết Dung (7) 90+1' | Chi tiết |                |

Lượt về

### Vòng 8
| PP Hà Nam                    | 1–0      | Than KSVN |
| ---------------------------- | -------- | --------- |
| Nguyễn Thị Kim Thoa (19) 27' | Chi tiết |           |

| Hà Nội I | 7–1      | Hà Nội II              |
| --- | -------- | ---------------------- |
| Hồ Thị Quỳnh (19) 5' · Bùi Thị Trang (17) 28' · Phạm Hải Yến (12) 36', 48', 65', 90+1' · Nguyễn Thị Huế (9) 88' | Chi tiết | Bạch Thu Hiền (14) 23' |

| TP Hồ Chí Minh | 6–0      | Tao Đàn |
| --- | -------- | ------- |
| Nguyễn Thị Thanh Tâm (11) 12', 81' · Phan Thị Trang (10) 16' · Nguyễn Thị Kim Loan (8) 45' · Nguyễn Thị Bích Thùy (27) 64' · Nguyễn Thị Mỹ Anh (25) 87' | Chi tiết |         |

### Vòng 9
| TNG Thái Nguyên | 0–0      | Than KSVN |
| --------------- | -------- | --------- |
|                 | Chi tiết |           |

| Hà Nội I | 0–1      | PP Hà Nam            |
| -------- | -------- | -------------------- |
|          | Chi tiết | Vũ Thị Thúy (16) 15' |

| Hà Nội II                    | 1–3      | TP Hồ Chí Minh                                                                        |
| ---------------------------- | -------- | ------------------------------------------------------------------------------------- |
| Nguyễn Thị Thảo Anh (15) 48' | Chi tiết | Hoàng Thị Hiền (2) 13' (p.l.n) · Trần Thị Thùy Trang (14) 19' · Lê Hoài Lương (5) 27' |

### Vòng 10
| Than KSVN | 0–1      | Hà Nội I               |
| --------- | -------- | ---------------------- |
|           | Chi tiết | Thái Thị Thảo (16) 81' |

| PP Hà Nam                                                                                  | 3–0      | Tao Đàn |
| ------------------------------------------------------------------------------------------ | -------- | ------- |
| Phạm Thị Tươi (22) 54', 59' · Nguyễn Thị Kim Thoa (19) 60' · Nguyễn Thị Tuyết Dung (7) 42' | Chi tiết |         |

| Hà Nội II | 0–0      | TNG Thái Nguyên |
| --------- | -------- | --------------- |
|           | Chi tiết |                 |

### Vòng 11
| Than KSVN | 0–2      | TP Hồ Chí Minh                                             |
| --------- | -------- | ---------------------------------------------------------- |
|           | Chi tiết | Trần Thị Hồng Lĩnh (6) 39' · Nguyễn Thị Bích Thùy (27) 51' |

| TNG Thái Nguyên | 0–4      | Hà Nội I                                                       |
| --------------- | -------- | -------------------------------------------------------------- |
|                 | Chi tiết | Nguyễn Thị Minh Nguyệt (25) 36', 45', 64' · Đỗ Thị Yến (6) 61' |

| Tao Đàn | 0–3      | Hà Nội II                        |
| ------- | -------- | -------------------------------- |
|         | Chi tiết | Bạch Thu Hiền (14) 22', 23', 54' |

### Vòng 12
| TP Hồ Chí Minh                                     | 2–0      | PP Hà Nam |
| -------------------------------------------------- | -------- | --------- |
| Nguyễn Thị Bích Thùy (27) 5' · Huỳnh Như (9) 45+3' | Chi tiết |           |

| Tao Đàn | 0–0      | TNG Thái Nguyên |
| ------- | -------- | --------------- |
|         | Chi tiết |                 |

| Hà Nội II                   | 2–2      | Than KSVN                                       |
| --------------------------- | -------- | ----------------------------------------------- |
| Bạch Thu Hiền (14) 12', 80' | Chi tiết | Nguyễn Thị Hạnh (13) 34' · Trần Thị Thu (7) 50' |

### Vòng 13
| Tp Hồ Chí Minh              | 1–0      | TNG Thái Nguyên |
| --------------------------- | -------- | --------------- |
| Nguyễn Thị Kim Loan (8) 10' | Chi tiết |                 |

| Tao Đàn                       | 1–3      | Hà Nội I                                                                             |
| ----------------------------- | -------- | ------------------------------------------------------------------------------------ |
| Nguyễn Thị Kim Hoa (21) 90+2' | Chi tiết | Nguyễn Thị Minh Nguyệt (25) 18' · Nguyễn Thị Thành (11) 30' · Nguyễn Thị Huế (9) 87' |

| PP Hà Nam                                                                   | 3–0      | Hà Nội II |
| --------------------------------------------------------------------------- | -------- | --------- |
| Đỗ Thị Nguyên (20) 11' · Phạm Thị Tươi (22) 36' · Nguyễn Thị Nguyệt (9) 87' | Chi tiết |           |

### Vòng 14
| Than KSVN | 6–0      | Tao Đàn |
| --- | -------- | ------- |
| Trần Thị Thu (7) 11' · Nguyễn Thị Mai Ngọc (15) 33', 45' · Nguyễn Thị Hạnh (13) 42', 90+3' · Trịnh Hà Trang (11) 73' | Chi tiết |         |

| Hà Nội I                                                      | 2–2      | Tp Hồ Chí Minh                                     |
| ------------------------------------------------------------- | -------- | -------------------------------------------------- |
| Nguyễn Thị Minh Nguyệt (25) 38' · Nguyễn Thị Xuyến (26) 90+1' | Chi tiết | Lê Hoài Lương (5) 75' · Võ Thị Thùy Trinh (67) 81' |

| Phong Phú Hà Nam | 4–1      | TNG Thái Nguyên         |
| --- | -------- | ----------------------- |
| Nguyễn Thị Thùy Dung (21) 30' · Nguyễn Thị Tuyết Dung (7) 47' · Nguyễn Thị Hồng Cúc (27) 53' · Đỗ Thị Nguyên (20) 87' | Chi tiết | Chu Thị Hằng (16) 45+1' |

## Bảng xếp hạng
| TT | Đội              | Trận | Thắng | Hòa | Thua | Hiệu số | Điểm |
| 1  | TP Hồ Chí Minh   | 12   | 9     | 3   | 0    | 30-4    | 30   |
| 2  | Hà Nội I         | 12   | 9     | 2   | 1    | 38-7    | 29   |
| 3  | Phong Phú Hà Nam | 12   | 7     | 2   | 3    | 22-9    | 23   |
| 4  | Than KSVN        | 12   | 5     | 2   | 5    | 18-14   | 17   |
| 5  | Hà Nội 2         | 12   | 3     | 2   | 7    | 12-34   | 11   |
| 6  | TNG Thái Nguyên  | 12   | 1     | 4   | 7    | 3-17    | 7    |
| 7  | Tao Đàn          | 12   | 0     | 1   | 11   | 5-43    | 1    |